# 基奇基里
50°26′38″N 29°11′12″E / 50.44389°N 29.18667°E
基奇基里（烏克蘭語：Кичкирі）是烏克蘭北部的村莊，隸屬日托米爾州的日托米爾區。該村面積1.66平方公里，海拔高度156米，2001年人口552，人口密度每平方公里332.13人。